# Georg Asmussen
Georg Asmussen (16. april 1920 i Roskilde – 12. maj 1996) var en dansk officer og modstandsmand.

## Uddannelse og kamp i krigsårene
Han var søn af købmand Harry Georg Asmussen (død 1969) og hustru Martha Emilie f. Johnsen (død 1964), blev student fra Roskilde Katedralskole 1938 og tog afgangseksamen som sekondløjtnant fra Hærens Officersskole 1942. Ved det tyske overfald på den danske hær 29. august 1943 stod Asmussen som premierløjtnant i Barakkelejren på Amager, hvor han deltog i kampene mod den tyske hær. Han gik derefter ind i modstandsbevægelsens militærgrupper, var medstifter af Dansk Borgerværn og næstkommanderende i Sydhavnsbataljonen.

## Efterkrigstiden
Efter besættelsen kom Asmussen på generalstabskursus 1949; amerikansk panserskole 1950 og generalstabskursus 1951; 82. U.S. Division faldskærmsskole 1961; tysk panserskole 1962; NATO forsvarskollegium 1965 og Royal College of Defence Studies 1972. Han blev fuldmægtig i Krigsministeriet 1949; sektionschef i Forsvarsstaben 1951; kompagni- og bataljonschef ved Falsterske Fodregiment 1956-57 og 1961-62: dansk stabsofficer i NATO's militære stab i Washington D.C. 1958; stabschef ved Bornholms Værn og region 1963; leder af Forsvarsstabens operationsafdeling 1966; chef for 1. sjællandske brigade og garnisonskommandant i Roskilde 1969 og oberst samme år samt stabschef ved de allierede hærstyrker i Slesvig-Holsten og Jylland fra 1973 med kontor i Rendsborg. 1. august 1976 blev Georg Asmussen udnævnt til generalmajor og chef for Vestre Landsdelskommando, hvilket han var indtil 1982. Han blev chef for De Allierede Landstyrker i Slesvig-Holsten og Jylland-Fyn med midlertidig grad som generalløjtnant 1982 og tog afsked fra Forsvaret 1985. Han var Kommandør af 1. grad af Dannebrogordenen og modtog i 1985 Legion of Merit.
Han blev gift 24. maj 1944 med Gerda Weimann (født 21. februar 1920 i Køge), datter af proprietær Holger Emil Weimann (død 1959) og hustru Margrethe f. Hansen (død 1973).